# Medicine at Midnight
Medicine at Midnight – dziesiąty album studyjny amerykańskiego zespołu rockowego Foo Fighters, który ukazał się 5 lutego 2021 roku nakładem wytwórni RCA Records. Pierwszym singielelm promującym krążek został utwór „Shame Shame”, wydany 7 listopada 2020 i dostał się na szczyt listy Billboard Rock Airplay. Kolejnymi singlami zostały utwory „No Son of Mine”, „Waiting on a War” oraz „Making a Fire”. Krążek zadebiutował, dzięki łącznej sprzedaży 70 tysięcy egzemplarzy się na trzecim miejscu w notowaniu Billboard 200 oraz pierwszym na UK Albums Chart.
Początkowo premiera Medicine at Midnight planowana była na rok 2020, jednak pandemia COVID-19 spowodowała przesunięcie premiery na luty 2021 roku. Album został wyprodukowany przez zespół oraz Grega Kurstina, pokazuje lekką zmianę stylu zespołu, łącząc ich typowe rockowe brzmienie z elementami dance-rocka i popu.

## Lista utworów
Autorami wszystkich utworów są członkowie zespołu Foo Fighters.
| Edycja standardowa | Edycja standardowa     | Edycja standardowa |
| Nr                 | Tytuł utworu           | Długość            |
| ------------------ | ---------------------- | ------------------ |
| 1.                 | „Making a Fire”        | 4:15               |
| 2.                 | „Shame Shame”          | 4:17               |
| 3.                 | „Cloudspotter”         | 3:53               |
| 4.                 | „Waiting on a War”     | 4:13               |
| 5.                 | „Medicine at Midnight” | 3:30               |
| 6.                 | „No Son of Mine”       | 3:28               |
| 7.                 | „Holding Poison”       | 4:24               |
| 8.                 | „Chasing Birds”        | 4:12               |
| 9.                 | „Love Dies Young”      | 4:20               |
|                    |                        | 36:32              |

## Notowania i certyfikaty
| Lista przebojów (2021)              | Najwyższa pozycja |
| ----------------------------------- | ----------------- |
| Australia (ARIA Charts)             | 1                 |
| Austria (Ö3 Austria Top 40)         | 1                 |
| Belgia (Ultratop Flandria)          | 1                 |
| Belgia (Ultratop Walonia)           | 3                 |
| Czechy (ČNS IFPI)                   | 7                 |
| Dania (Album Top-40)                | 6                 |
| Finlandia (Suomen virallinen lista) | 2                 |
| Francja (SNEP)                      | 16                |
| Hiszpania (PROMUSICAE)              | 3                 |
| Holandia (MegaCharts)               | 1                 |
| Irlandia (IRMA)                     | 1                 |
| Japonia (Oricon)                    | 11                |
| Kanada (Billboard Canadian Albums)  | 3                 |
| Litwa (Albumų Top 100)              | 46                |
| Niemcy (Media Control Charts)       | 1                 |
| Norwegia (VG-Lista)                 | 4                 |
| Nowa Zelandia (Recorded Music NZ)   | 1                 |
| Polska (OLiS)                       | 6                 |
| Portugalia (AFP)                    | 1                 |
| Stany Zjednoczone (Billboard 200)   | 3                 |
| Szwajcaria (Alben Top 100)          | 1                 |
| Szwecja (Sverigetopplistan)         | 2                 |
| Węgry (MAHASZ)                      | 13                |
| Wielka Brytania (OCC)               | 1                 |
| Włochy (FIMI)                       | 2                 |

| Kraj                  | Certyfikat | Sprzedaż |
| --------------------- | ---------- | -------- |
| Wielka Brytania (BPI) | Srebro     | 60 000+  |